# Október 6. kormányzóság
Koordináták: é. sz. 29° 56′ 17″, k. h. 30° 54′ 50″29.938056°N 30.913889°E

Az Október 6. kormányzóság elhelyezkedése Egyiptomon belül

Az Október 6. kormányzóság (arabul: محافظة السادس من أكتوبر) Egyiptom egyik kormányzósága volt. Közép-Egyiptomban, a Nílus-völgytől nyugatra helyezkedett el.

## Története
Az Október 6. kormányzóságot 2008. április 17-én választották le a Gíza kormányzóságról. Az ezt elrendelő elnöki határozatot azért hozták meg, hogy enyhítsék itt a Gízára nehezedő rendelkezések hatásait. Ez Egyiptom egyik legsűrűbben lakott kormányzósága. A kormányzóság központja az az Október 6. város lett, mely leginkább tervszerűen megépített lakóövezetekből áll. Ilyen például a Zajed Sejk Város. 2011. április 4-én Esszám Saraf miniszterelnök megszüntette a kormányzóság önállóságát, és ismét Gíza kormányzóság része lett.

## Etimológia
A kormányzóság neve annak állított emléket, hogy az októberi háború idején az egyiptomi hadsereg sikeresen lépte át a Szuezi-csatornát. Ez egyben Egyiptomban a fegyveres testületek napja is. 

## Városok
- Október 6. Város
- Zájed Sejk Város